# 傅兆林
傅兆林（1932年7月10日—2018年6月27日），生於日治台灣高雄州旗山郡美濃街（今高雄市美濃區），曾任職臺灣省政府，之後從商，為凱聚集團董事長。為前花蓮縣長傅崐萁之父。

## 生平
曾就讀高雄中學，經歷過二二八事件高雄鎮壓，曾經講述親身經歷中國國民黨軍隊掃射高雄中學的事件。高中畢業於高雄工業學校。
18岁时，傅兆林經公務人員普考分發至臺灣省政府建設廳重機械工程大隊，公費至日本留學。。
1958年至1974年間，擔任臺灣省政府建設廳公共工程局正工程司兼任中部六縣市美援自來水供水系統興建工程督導，前後服務台中、高雄、台北工程司、副工程司、正工程司等職位。1977年，升任臺灣省政府住宅及都市發展局東區工程處長，舉家搬遷到花蓮縣。傅兆林擔任此職至1983年，主導花蓮、臺東兩縣重大基礎建設。
1995年至2018年，擔任德發慈善基金董事及董事長，多年捐款協助地方建設、教育、宮廟、幫助弱勢群體。在1958年，傅兆林在中部工作時，駕車與一部自用車對撞，當時傷勢嚴重，脖子受傷，兩腿也斷六節，大量失血，送醫搶救，所幸醫生緊急為他輸血三千毫升，救他一命，鬼門關前走一遭後，才生下傅崐萁縣長，因此發願有生之年，每年都要辦捐血活動，回饋社會，報答上天送來那麼多無名恩人的血液讓他活命。在1995年至2018年傅兆林多次擔任花蓮捐血中心主任並年年自費捐辦捐血活動，至離世前已自費辦理百餘場捐血活動。傅兆林先生代表傅家子孫捐贈數百餘萬元給花蓮帝君廟等諸多寺廟，作為清寒學子獎助學金，傅兆林長期以來投注公益不遺餘力，希望在教育上幫助更多孩子順利求學，將來成為有能力的人回饋社會。
1997亞洲金融風暴時，傅兆林董事長將母公司資金貸款給子公司，後經董事會追認通過，雖違反公司法造成公司部分損失，但檢調清查後沒有淘空公司因此給予緩刑。

## 逝世
2018年6月27日傍晚，傅兆林在家中離世。7月10日，舉辦告別式家奠公奠，全國及地方各地、各界黨政軍、五院、工商企業、媒體、宗教、社團等人士，至少超過八千人次到場致哀，場面之哀榮，創花蓮紀錄。
前副總統連戰、前副總統吳敦義、親民黨主席宋楚瑜、國民黨前任主席吳伯雄、民進黨前主席施明德、前行政院長張善政、前立法院長王金平、民進黨立院黨團總召集人柯建銘、前立委暨臺中大甲鎮瀾宮董事長顏清標、前苗栗縣長劉政鴻、前花蓮縣長吳水雲、王慶豐、謝深山、台東縣長黃健庭等政要都參加。

## 家庭
1955年，與劉滿蘭結婚。其子為前花蓮縣縣長、現任立法委員、國民黨立院黨團總召傅崐萁。兒媳為現任花蓮縣縣長、前立法委員，徐榛蔚。

## 法律案件
曾擔任凱聚公司董事長。在1997年金融風暴中，為保持公司股價，私自貸款一億餘元給子公司茂凱公司，再從其中拿出九千多萬元購買凱聚公司股票。因股市下跌，資金無法取回，造成凱聚公司虧損。
與共犯胡湘麒、沈偉強等三人以子公司聯融公司名義，向女子鄭美玲借款六千萬元，以支票方式取得。因支票跳票，無法兌現，造成聯融公司虧損。2000年，再度以凱聚子公司德和創投股票擔保，交給鄭美玲九千多萬元，再以假交易方式銷帳。
2006年，檢查官起訴傅兆林等人。在一審中，傅兆年認罪，與凱聚公司達成和解，並將不法所得三百五十萬元繳入國庫。法官判徒刑一年九個月，緩刑三年。